# María Teresa Uribe
María Teresa Uribe de Hincapié (ur. 9 lutego 1940 w Pereira, zm. 1 stycznia 2019 w Medellín) – kolumbijska wykładowczyni akademicka, socjolog specjalizująca się w badaniach nad konfliktami i przemocą. 

## Życiorys
Urodziła się 9 lutego 1940 w Pereira. Studiowała socjologię na Papieskim Uniwersytecie Boliwariańskim w Medellín, a następnie ukończyła studia magisterskie z urbanistyki na Uniwersytecie Narodowym Kolumbii. W 1973 objęła stanowisko wykładowcy na Uniwersytecie Antioquia. Od 1991 pracowała nad swoimi projektami badawczymi w Instytucie Studiów Politycznych Uniwersytetu Antioquia. Odeszła z pracy akademickiej w 2005. W 2007 została włączona do krajowego programu badania pamięci historycznej, ale względu na zły stan zdrowia wycofała się z niego po 6 miesiącach. W 2015 otrzymała tytuł doktora honoris causa Uniwersytetu Antioquia. 
Zmarła 1 stycznia 2019 w Medellín. 